# Семён Сопига
Семён Сопи́га (Сапе́га) — государственный деятель Великого княжества Литовского. Писарь великого князя литовского Казимира IV в 1440-х годах. По мнению А. Грицкевича происходил из полоцких бояр, родоначальник рода Сапег.

## Биография
О жизни Семёна Сопиги известно крайне мало. Согласно легендарной генеалогии рода Сапег («Historia domus Sapiehianae»), Семён был сыном Сунигайло, праправнука великого князя Гедимина, во время подписания акта Городельской унии 1413 года принявшего герб «Лис». Тем не менее ещё в XIX веке генеалогом Стадницким было установлено, что Сунигайло умер бездетным.

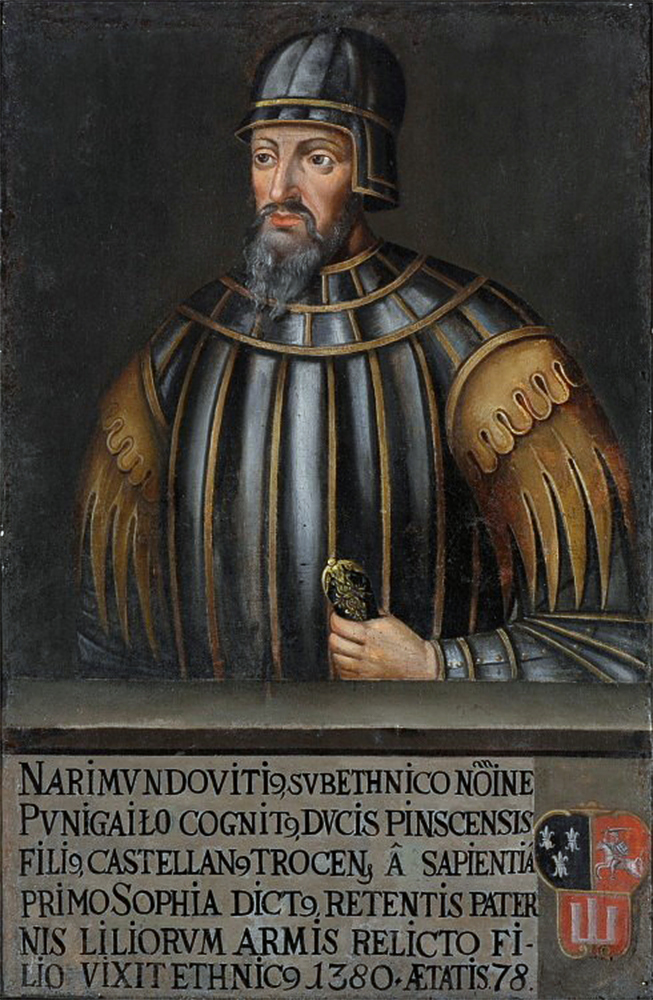
Пунигайло (сын Сунигайло) – мифический основатель рода Сапег.

Согласно современным представлениям, Семён Сопига происходил из полоцких бояр, а основные его владения находились на Смоленщине.
Семён Сопига был женат на Анастасии Паушанке и имел четырёх сыновей, от двух из них, Богдана и Ивашки, пошли две ветви рода Сапег — черейско-ружанская и коданьская.